# Un cuento de Navidad para Le Barroux
Un cuento de Navidad para Le Barroux es un cuento de la escritora española, Natalia Sanmartín Fenollera, a petición de la abadía benedictina de Notre-Dame de l'Annonciation du Barroux, Francia, para leerlo en el refectorio por Navidad. La historia cuenta con las ilustraciones de Michaela Harrison.

## Argumento
Este cuento narra la historia de un niño huérfano que, luego de la muerte de su madre, le pregunta diariamente a Dios si todo lo que esta le enseñó sobre Él es verdad. Durante tres años, el niño pide frente a la estatua de la Virgen bajo el avellano de su jardín, que Dios le envíe señales desde el cielo. Es un relato sobre la belleza y el misterio de la Navidad.

## Intención
Como dice en la entrevista que le hacen a la autora en la revista Mundo Cristiano ella se inspiró para hacer este libro porque, "actualmente reducen la Navidad a comprar regalos, adornar las casas, comer, beber... Es algo así como recibir un regalo de valor infinito, dejarlo a un lado y quedarse con el envoltorio [...] es esa Navidad cristiana lo que he tratado de reflejar", la autora explica que la Navidad, en origen, es la celebración de la venida de Dios al mundo, su irrupción en la historia humana. También habla en una entrevista en Aceprensa que en el libro también se habla del apostolado, que aparte de los demás es muy importante hacerlo en la familia, como dijo ella: “Es difícil pensar en una tarea más grande en la vida cotidiana de una familia cristiana que mostrar a los niños el rostro de Dios”.